# Trichechus senegalensis
Espèce
Statut de conservation UICN

 VU A3cd; C1 : Vulnérable
Statut CITES
Le Lamantin d'Afrique (Trichechus senegalensis) ou Lamantin d'Afrique de l'Ouest est une espèce de mammifère de la famille des lamantins.

## Habitat et répartition

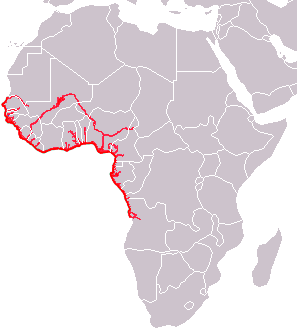
La répartition

Il a une population importante au Sénégal, Gambie, Guinée Bissau, Guinée, Libéria, Sierra Leone, Côte d'Ivoire, Ghana, Togo  Bénin et Nigeria. Elle est plus faible au Cameroun, Guinée équatoriale, Gabon, Congo et en Mauritanie et peut-être disparue au Burkina Faso, Angola, Niger, Mali, Chad, Algérie ou au Maroc. Le Lamantin d'Afrique a disparu de la République Centrafricaine.
La carte de répartition ci-contre ne montre pas sa répartition au Maroc ni en Algérie, mais l'espèce est présente au sud de ces deux pays, car deux spécimens ont été trouvés au sud du Maroc en 2018.[réf. nécessaire]